# Hydaticus severini
Hydaticus severini är en skalbaggsart som beskrevs av Régimbart 1895. Hydaticus severini ingår i släktet Hydaticus och familjen dykare. Inga underarter finns listade i Catalogue of Life.